# 마리아 괴퍼트메이어
마리아 괴퍼트메이어(Maria Goeppert-Mayer, 1906년 6월 28일 - 1972년 2월 20일)은 원자핵의 껍질 모형을 제안한 공로로 노벨 물리학상을 받은 독일계 미국인 이론 물리학자이다. 마리 퀴리에 이어 두 번째로 노벨상을 받은 여성이다.

## 생애
그녀는 1906년 6월 28일에 독일 제국의 카토비체에서 출생했다. 그녀의 부친이 괴팅겐 대학교 소아과 교수로 임용됨에 따라 가족은 1910년에 괴팅겐으로 이사했다. 괴팅겐 대학교 교수이던 부친의 영향으로 그녀는 어렸을 때부터 후에 노벨 상을 받게 되는 엔리코 페르미, 베르너 하이젠베르크, 폴 디랙, 볼프강 파울리 등 미래의 지식인이었던 대학생들을 접했다. 1924년에 그녀는 아비투어를 통과했고, 그 해 가을에 괴팅겐 대학교에 입학했다. 그 대학교에는 후에 노벨 상을 받게 되는 교수도 셋이 있었는데, 막스 보른, 제임스 프랑크, 그리고 아돌프 오토 라인홀트 빈다우스였다. 그녀는 1930년에 괴팅겐 대학교에서의 박사과정을 수료했으며, 그 해에 제임스 프랑크의 조수이던 조셉 에드워드 메이어와 결혼해 그의 고국인 미국으로 이사했다.
이후 그녀는 1931년부터 1939년까지는 볼티모어의 존스 홉킨스 대학교에서, 1940년부터 1946년까지는 콜럼비아 대학교에서, 그 이후는 시카고 대학교에서 비공식적으로 일했다. 이 기간 동안 그녀는 파벌 문제와 남녀 차별 문제로 인해 교수직을 얻지는 못했다. 하지만 사라 로렌스 대학교에서 교편을 잡았고, 콜럼비아 대학교에서는 연구직을 맡았으며, 로스앨러모스 연구소에서도 잠시 일했다.
그의 남편이 시카고 대학교에서 일하는 동안 그녀는 시카고 대학교의 물리학과 조교수가 될 수 있었다. 그리고 인근의 아르곤 국립 연구소가 1946년 7월 1일에 창립되었을 때, 그녀는 시간제 근무로 이론 물리 분야 수석 연구원직을 맡았다. 이 기간 동안이 그녀가 원자핵 껍질의 수학적 모형을 고안하여 1963년에 J. 한스 D. 옌젠, 유진 폴 위그너와 함께 노벨 물리학상을 받는 계기가 되었다.
그녀의 모형은 '엄청나게 많은 양성자와 중성자들이 원자핵에 존재하는데도 원자는 어떻게 그렇게 안정적일 수 있는가'에 대한 해답을 제시했다. 이 문제는 오랫동안 과학자들을 골치아프게 했던 문제였다. 그녀의 이론은 당시의 이론과 달리 핵자를 닫힌 껍질의 연속으로 보았고, 양성자와 중성자가 결합하여 스핀 궤도 결합 상태가 된다고 보았다. 마치 지구가 태양 주위를 공전하며 자전하는 것과 비슷한 상태이다. 그녀는 이것을 다음과 같이 표현했다.
"웨이터들로 가득 찬 방을 생각해 보세요. 그들이 방을 원형으로 돌고 있고, 그 원은 서로 다른 원을 둘러싸고 있습니다. 그리고 그 각각의 원 속에 그보다 두 배나 많은 댄서들이 있는데 그 중 반은 시계 방향으로, 나머지 반은 반시계 방향으로 원을 따라 돈다고 상상해 보세요. 그리고 거기에, 그 댄서들은 시계 방향 혹은 반시계 방향으로 몸을 회전하고 있습니다. 하지만 반시계 방향으로 원을 따라 도는 사람들 중 일부만 시계 방향으로 몸을 회전하고 있고, 나머지는 반시계 방향으로 몸을 회전하고 있죠. 시계 방향으로 원을 따라 도는 사람들도 마찬가지입니다. 일부는 시계 방향으로, 나머지는 시계 반대 방향으로 몸을 회전하고 있습니다."
같은 시기에 독일에서도 정확히 똑같은 것을 연구하던 학자들이 있었다. 이후 그들은 그들의 연구 결과를 발표했고, 그녀는 그들과 함께 일하고 싶어했다. 그들 중 하나인 J. 한스 D. 옌젠은 1950년에 그녀와 함께 원자핵 껍질 구조에 대한 기초적 이론(Elementary Theory of Nuclear Shell Structure)이라는 책을 서술했다. 1963년, 그들 둘은 원자핵 껍질 구조에 관한 발견으로 노벨 물리학상을 받았다.
1940년대에서 1950년대 초까지 그녀는 에드워드 텔러와 함께 불투명도에 관한 방정식(이후 수소 폭탄의 제조에 이용된다)을 만들어 냈다. 1960년에 그녀는 캘리포니아 대학교 샌디에이고의 정교수로 임명되었다. 뇌졸중을 앓았지만 교수직은 몇 년 더 유지했다.
그녀는 1972년에 샌디에이고에서 몇 년간의 혼수상태 끝에 심장마비로 사망했다.

## 사망 이후
1931년 그녀의 박사 학위 논문에서, 그녀는 원자의 이광자 흡수에 대한 이론을 폈다. 이것은 1960년대에 레이저의 발명으로 인해 실험적으로 증명되었다. 이 분야에서 그녀의 공헌을 기려 이광자 흡수 단면적의 단위는 괴퍼트메이어(GM) 단위로 이름 붙여졌다.
그녀의 사망 이후, 미국 물리학회에서 젊은 여성 물리학자에게 수여하는 상의 이름은 그녀의 이름을 따서 명명되었다. 박사 학위가 있는 모든 여성 물리학자는 수여받을 수 있으며, 수상자는 네 군데의 저명한 연구소에서 강의를 할 수 있다. 시카고 대학교에서 매년 훌륭한 여성 과학도나 공학도에게 수여하는 상의 이름도 그녀의 이름을 따서 지어졌고, 캘리포니아 대학교 샌디에이고는 매년 마리아 괴퍼트메이어 심포지움을 열어 여성 과학자들이 현재의 과학에 대해 토론하도록 하고 있다. 금성에 있는 괴퍼트메이어 크레이터(직경 35km)도 그녀의 이름을 따서 지어졌다.